# Чемпіонат світу з боротьби 2000
Чемпіонат світу з боротьби 2000 пройшов з 1 по 3 вересня 2000 року в Софії, Болгарія.
На чемпіонаті проводилися лише змагання з вільної боротьби серед жінок, у зв'язку з тим, що в цей рік проводилися літні Олімпійські ігри в Сіднеї, де змагалися чоловіки у вільній та греко-римській боротьбі, а жіноча боротьба на той час не входила до програми Олімпійських ігор — жінки почнуть змагатися у боротьбі лише з наступних Олімпійських ігор 2004 року в Афінах. Спортсменки на чемпіонаті світу змагалися у 6 вагових категоріях.

## Загальний медальний залік
| Місце  | Країна    | Золото | Срібло | Бронза | Загалом |
| ------ | --------- | ------ | ------ | ------ | ------- |
| 1      | Японія    | 2      | 1      | 2      | 5       |
| 2      | Україна   | 1      | 1      | 0      | 2       |
| 2      | США       | 1      | 1      | 0      | 2       |
| 4      | Канада    | 1      | 0      | 2      | 3       |
| 5      | Австрія   | 1      | 0      | 0      | 0       |
| 6      | Росія     | 0      | 2      | 0      | 2       |
| 7      | Польща    | 0      | 1      | 0      | 1       |
| 8      | Німеччина | 0      | 0      | 1      | 1       |
| 8      | Швеція    | 0      | 0      | 1      | 1       |
| Усього | Усього    | 6      | 6      | 6      | 18      |

## Командний залік
| Місце | Жіноча боротьба | Жіноча боротьба |
| Місце | Країна          | Очки            |
| ----- | --------------- | --------------- |
| 1     | Японія          | 48              |
| 2     | Росія           | 34              |
| 3     | Канада          | 31              |
| 4     | Україна         | 27              |
| 5     | США             | 25              |
| 6     | Німеччина       | 20              |
| 7     | Польща          | 19              |
| 8     | Швеція          | 18              |
| 9     | Франція         | 13              |
| 10    | Болгарія        | 13              |

## Медалісти

### Жінки. Вільна боротьба
| Дисципліна | Золото                   | Срібло                  | Бронза                  |
| ---------- | ------------------------ | ----------------------- | ----------------------- |
| До 46 кг   | Ірина Мельник Україна    | Інга Карамчакова Росія  | Керол Він Канада        |
| До 51 кг   | Хітомі Обара Японія      | Патрісія Міранда США    | Іда Геллстрем Швеція    |
| До 56 кг   | Сейко Ямамото Японія     | Тетяна Лазарєва Україна | Дженніфер Різ Канада    |
| До 62 кг   | Нікола Гартманн Австрія  | Рена Івама Японія       | Штефані Гросс Німеччина |
| До 68 кг   | Крісті Марано США        | Анна Шамова Росія       | Томое Міямото Японія    |
| До 75 кг   | Крістін Нордхаген Канада | Едіта Вітковська Польща | Кьоко Хамаґуті Японія   |